# Блатен кипарис
Блатният кипарис (Taxodium distichum) е вид иглолистно дърво, който произхожда от югоизточната част на САЩ.

## Характеристики
Блатният кипарис е голямо дърво, достигащо 25-40 m височина и 2-3 m диаметър на ствола. Кората на дървото е сиво-кафява до червено-кафяво с плитки вертикални пукнатини и твърда структура. Листата са разположени на къси периодично опадващи клони и дълги, завършващи с пъпка, неопадащи клонки, спирално разположени върху стъблото. Разположението на листата в основата на клончетата е усукано и лежащи в две хоризонтални редици към края. Размера им е 1-2 cm в дължина и 1-2 mm в ширина, както и на другите представители на Кипарисови. Опадват през зимата, от където е името Bald Cypress ("гол/плешив кипарис") на английски. Растението е еднодомно. Мъжките и женски шишарки съзряват около 12 месеца. Те произвеждат пъпки, формирани в края на опадването на листата, които се опрашват в началото на зимата. Шишарките със семена са зелени, а зрелите са сивокафяви, имат кълбовидна форма с големина 2-3,5 cm в диаметър. Те съдържат 20-30 спирално разположени четиристранни люспи, всяка от които придържа едно или две (рядко 3) триъгълни семена. Броят на семената за шишарка е около 20-40. Шишарката се разпада, когато семената са узрели. Семената са 5-10 mm дълги. Растението произвежда семена всяка година, но богата реколта има на 3-5 години.

## Разпространение
Естествената среда на разпространение е влажен и горещ климат. Разпространен е в райони с годишни валежи от 760 mm до 1630 mm. По-възрастните дървета издържат на по-ниски температури и по-малка влажност. Терена, който обитават е равнинен на алувеални почви и ниска надморска височина – до 500 m. Обикновено се намират около реки, мочурливи местности, или такива, които периодично се наводняват. Понася лека соленост на почвата, но не може да расте по крайбрежие на соленоводен басейн.
Семената остават жизнеспособни за по-малко от една година и се разпространяват по два начина. Единият е по вода – при разливането и оттеглянето на водата семената попадат с утайката по края на разлива. Другият начин е чрез диви животни – катерици, които ядат семената, но докато ги ядат или пренасят шишарките някой падат на земята.
Семената не поникват под вода, рядко на отводнена почва. Предпочитат почва, която е влажна, но не наводнена. Поникват за един – три месеца. След поникването растат бързо, за да избегнат наводненията и могат да пораснат 20-75 cm през първата година (до 100 cm в разсадник). Семената загиват, ако са наводнени за повече от 2 до 4 седмици. Естествено биологичното възстановяване не може да се осъществи на места, където е наводнено в периода на израстване.
Блатните кипариси, растящи в мочурища развиват характерни образувания, наричани въздушни корени (колена). Тяхната роля е да доставят кислород на корените, които растат в бедна на кислород среда, каквато е мочурището. Има данни, че дори като бъдат отрязани, кислородният приток не намалява и растенията оцеляват и продължават да растат добре. Другата им функция е поддържане на растението и стабилизиране в наводнените площи. Така те могат да издържат на мощни ветрове и урагани.

## Култивиране
Блатният кипарис е популярно декоративно дърво, отглеждано заради светлата рехава зеленина, която създават и оранжево-кафявото оцветяване преди листопада. В култивирано състояние дърветата са широко разпространени, включително на обикновени, немочурливи почви, където те не се разпространяват по естествен път. Като декоративно дърво са разпространени в Европа и Азия.
Въпреки че може да расте на влажни и мочурливи площи, вирее добре на всякакъв вид площи и в действителност расте по-бързо на нормални ненаводнени почви. Вече поникнало солидно растение може да расте в до 60 cm дълбока вода, където развива въздушни корени. Има толерантност към високо pH. Търпи атмосферни замърсявания. Сравнително добра студоустойчивост, но тънките клонки в края могат да загинат при температура под -10 градуса. Годишният прираст е 45 cm височина и до 4 cm увеличение в обиколката на дънера. Пъпките на дърветата обикновено започват да пробиват през март, но пълното покриване с листа не става до юни. Растенията нарастват добре в райони с горещо лято. Те произвеждат плодни семена само след дълго топло лято. Клоните са чупливи и могат да бъдат повредени от вятър, но дърветата обикновено се възстановяват. За разлика от другите иглолистни растения този вид може да бъде окастрян. Подрязването да се извършва през късното лято.

## Използване
Дървесината на блатния кипарис отдавна е ценена заради резистентността и към водата и дори е наричана „вечна дървесина“. Използва се за докове, лодки, кораби и въобще навсякъде, където има непрекъснат контакт с вода.

## Символ
Блатният кипарис е посочен като официално дърво на щата Луизиана през 1963 година и се счита за символ на южните блата.